# Kenta Kobayashi

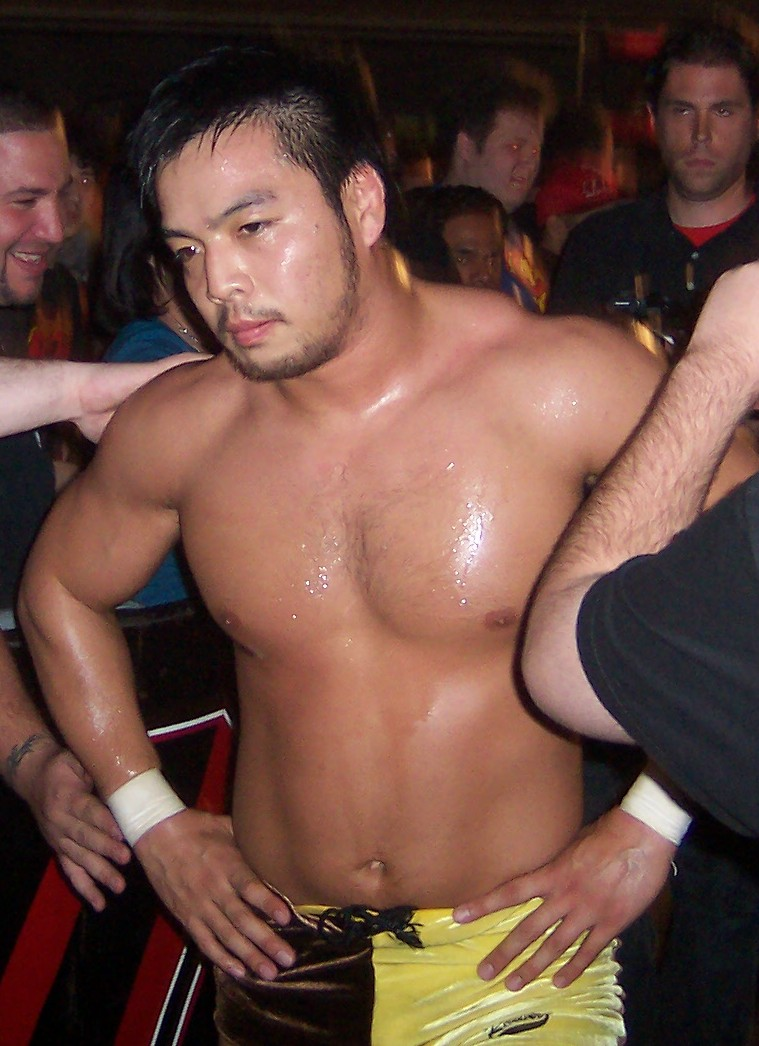
Kenta Kobayashi

Kenta Kobayashi, född 12 mars 1981 i Soka, Saitama prefektur, Japan, är en japansk professionell fribrottare. Hans nuvarande arbetsgivare är Pro-Wresling NOAH som är ett japanskt förbund. Han brottas under artistnamnet KENTA som också är hans förnamn. KENTA är en före detta GHC Junior Heavyweight Mästare samt en före detta GHC Junior Tag-Team Mästare. KENTA brottas ofta i lag med Naomichi Marufuji som även han är en japansk lättviktarbrottare. Tillsammans har de gått en hel del minnesvärda kamper, t.ex. emot Takeshi Rikio & Takeshi Morishima på gala ifrån juni 2006. 

## KENTA i Ring of Honor
- KENTA vs. Low Ki, ROH Final Battle 2005
- KENTA & Naomichi Marufuji vs. Samoa Joe & Bryan Danielson, ROH Best in the World
- KENTA vs.Samoa Joe vs. Bryan Danielson, ROH In your Face
- KENTA vs. Roderick Strong, ROH Throwdown
- KENTA vs. Austin Aries, ROH Chi-Town Struggle
- KENTA & Davey Richards vs. The Briscoe Brothers, ROH Time to Man-Up
- KENTA vs. Davey Richards, ROH Fight of the Century

## Signatur Moves
- Go 2 Sleep (Avslutare)
- Busaiku Knee Kick (Avslutare)
- Fisherman Buster
- German Suplex (Ofta med brygga)
- KENTA Rush
- Avalanche/Super Falcon Arrow
- Death Valley Driver
- Tiger Suplex
- Stiffa Sparkar